# Džamáluddín Afghání
Džamáluddín Afghání, celým jménem Sajjid Muhammad ibn Safdar Džamáluddín Afghání (1838–9. března 1897 Istanbul), byl politický aktivista, islámský nacionalista a jeden ze zakladatelů islámského modernismu.

## Život
Není přesně jisté, kde se narodil. Podle řady zdrojů byl původem z íránského města Asadábád, český íránista Jan Marek však tvrdí, že většina badatelů spatřuje původ Džamáluddína Afgháního v Afghánistánu a Írán jakožto místo jeho narození se snaží prosadit především jeho odpůrci. Nicméně jeho život je úzce spjat především s Afghánistánem, i když drtivou většinu svého života pobýval v zahraničí.
Vyrůstal v Kábulu, kde získal i tradiční islámské vzdělání. V osmnácti letech se vypravil do Dillí, aby se zde věnoval dalšími studiu. Po vykonání hadždže se navrátil do Kábulu a stal se služebníkem Dóst Muhammad Chána. Když emír zemřel a moci se ujal jeden z jeho synů Šér Alí Chán, Džamáluddín Afghání emigroval do Dillí. Z Britské Indie byl však vyhoštěn do Káhiry, kde začal působit jako soukromý učitel. Dále působil v Londýně, Moskvě, Paříži, Petrohradě. Asi nejdéle však zůstával v Istanbulu, kde také roku 1897 zemřel. Je pohřben v Kábulu poblíž Kábulské univerzity.
Afghání jako vůbec první z islámských myslitelů hlásal, že afričtí i asijští muslimové by měli bojovat za osvobození od koloniální nadvlády. Žádal, aby se islám přizpůsobil modernímu světu a v rámci této intence hlásal, že moderní věda se v zásadě dá skloubit s islámským učením. Odmítal evoluční teorii i materialismus, stejně tak však odmítal plnou odevzdanost muslimů do vůle Boží. Položil základ panislámského hnutí, islámskému modernismu i muslimského odboje proti kolonistům.